# Caenopelte palinorsa
Caenopelte palinorsa är en stekelart som beskrevs av Porter 1967. Caenopelte palinorsa ingår i släktet Caenopelte och familjen brokparasitsteklar. Inga underarter finns listade.